# Mi se spune Trinity
Mi se spune Trinity (în italiană Lo chiamavano Trinità..., în engleză They Call Me Trinity) este un film western spaghetti italian din anul 1970, regizat de Enzo Barboni (E.B. Clucher) și în care rolurile principale sunt interpretate de Bud Spencer și Terence Hill. 
Mi se spune Trinity a devenit un "clasic" al cinematografiei italiene, atât pentru iubitorii de comedie, cât și pentru cei de western, deși este vorba în primul rând de o parodie simplă și amuzantă a mai sângeroaselor westernuri spaghetti, care a avut parte de un mare succes în anii '60 și '70, în care schimburile de focuri sunt înlocuite cu bătăi cu pumnii realizate de Bud Spencer & Terence Hill, o adevărată "marcă" ce i-a făcut celebri pe cei doi actori.

## Rezumat
Trinity (Terence Hill) apare la începutul filmului dormind pe o targă trasă de un cal, prin apă și nisip. El este murdar, plin de praf și nu-i pasă de drumul pe care este tras. Atunci când calul se oprește în apropierea unui han, Trinity se ridică, își pune cizmele și tocul revolverului Colt 45 și intră în interiorul clădirii. Văzându-l murdar, proprietarul hanului îi spune că îi va da o porție de fasole numai dacă are cu ce să o plătească. Trinity ia tigaia și mănâncă toată fasolea din ea.
În han se află doi vânători de recompense cu un prizonier mexican rănit. Cei doi bărbați sunt dezamăgiți să vadă că fața lui Trinity nu apare în afișele cu cei căutați și continuă să-l provoace din cauza aspectului său neîngrijit și plin de praf. După ce a mâncat totul din tigaie, Trinity se ridică, se duce la masa bărbaților și-i spune calm prizonierului să vină cu el. Cei doi îl întreabă cum se numește, pentru a ști ce nume să-i se treacă pe cruce, la care el răspunde: „Mi se spune Trinity”. Reacția celor doi de stupefacție prefigurează notorietatea lui Trinity. Acesta rânjește atunci când este numit "mâna dreaptă a diavolului" de vânătorii de recompense și i se spune că este "cel mai rapid pistolar din zonă".
În timp ce el iese cu prizonierul mexican, cei doi bărbați își scot puștile printr-o fereastră, pregătindu-se să tragă asupra lui Trinity. Anticipându-le gestul, Trinity trage cu pistolul de la spate, iar cei doi vânători de recompense cad răpuși. El îl pune pe mexicanul rănit pe targă și urcă pe cal, plecând pe drum.
Curând ei ajung într-un oraș mic unde un om enorm cu steaua de șerif pe piept stă așezat în fața biroului său, încercând aparent să citească un ziar. El este hărțuit de trei tipi duri de pe stradă care-i cer cu voce tare să le elibereze prietenul aflat în închisoare. Trinity se oprește pentru a urmări schimbul de focuri, spunându-i mexicanului că cei trei tipi duri vor fi morți înainte de a pune mâna pe pistoale. Omul enorm se dovedește mai rapid, iar cei trei sunt uciși cu rapiditate; mexicanul îl întreabă pe trinity cine este acel om și i se răspunde că omul enorm este "Mâna Stângă a Diavolului".
Trinity și omul enorm cu o barbă mare care se numește Bambino (copilul) sunt frați. Bambino (interpretat de Bud Spencer) este pretinsul șerif al orașului după ce-l rănise grav pe adevăratul șerif, de la care furase steaua. El este un hoț de cai evadat din închisoare și a rămas în oraș pentru a aștepta sosirea complicilor săi. El nu este încântat să-și revadă fratele, pe care-l consideră aducător de necazuri. Cu toate acestea, cei doi devin parteneri pentru o perioadă pentru a se opune planurilor maiorului Harriman (Farley Granger) de a-i alunga pe pașnicii fermieri mormoni de pe pământul lor cu intenția de a folosi proprietatea lor ca pășune pentru caii proprii. Bambino este interesat de caii valoroși și nemarcați ai maiorului, pe care vrea să-i fure după sosirea complicilor săi, iar pe Trinity îl consideră un vagabond leneș și fără ambiție.
Cu toate acestea, Trinity se îndrăgostește de două fete mormone și începe să se preocupe cu adevărat de bunăstarea coloniștilor mormoni. El îl convinge pe Bambino și pe complicii lui să-l ajute la instruirea pacifiștilor mormoni pentru luptă, iar în lupta finală liderul mormon găsește în Cartea Ecleziastului din Biblie că "există un timp pentru luptă", iar mormonii încep să se apere de pistolarii maiorului Harriman, folosind trucurile murdare de luptă pe care le-au învățat.
Bambino este consternat și apoi înfuriat să afle că Trinity le-a dat mormonilor caii furați de la maior. Trinity este pe punctul de a se căsători cu cele două fete mormone atunci când află cu groază că a fi mormon căsătorit înseamnă, de fapt, că va trebui să muncească pământul. El fuge și se duce după Bambino. Dar fratele lui nu vrea să-l ia cu el și-i spune să plece în direcția opusă. Râzând, în ultima scenă a filmului, Trinity îi spune adevăratului șerif (care a venit în căutarea lui Bambino), în ce direcție a plecat fratele său.

## Distribuție
- Terence Hill - Trinity
- Bud Spencer - Bambino
- Farley Granger - maiorul Harriman
- Remo Capitani - Mezcal
- Dan Sturkie - Tobias
- Ezio Marano - Faina
- Luciano Rossi - Timido
- Steffen Zacharias - Jonathan Swift
- Gisela Hahn - Sarah
- Elena Pedemonte - Judith
- Ugo Sasso - șeriful șchiop
- Michele Cimarosa - mexicanul
- Riccardo Pizzuti - Jeff
- Dominic Barto - Mortimer
- Tony Norton - ucigașul plătit
- Gigi Bonos - proprietarul hanului de la începutul filmului

### Dublaj de voce (în limba italiană)
- Pino Locchi - Trinity
- Glauco Onorato - Bambino
- Sergio Graziani - maiorul
- Vinicio Sofia - Mezcal
- Arturo Dominici - Tobias
- Gianni Marzocchi - Faina
- Gianfranco Bellini - Timido
- Ferruccio Amendola - Jonathan Swift
- Serena Verdirosi - Sarah
- Liliana  Sorrentino - Judith
- Michele Gammino - proprietarul hanului de la începutul filmului, Jeff
- Mario Lombardini - șeriful șchiop
- Luciano De Ambrosis - pistolarul blond de la începutul filmului
- Manlio De Angelis - pistolarul mustăcios de la începutul filmului
- Daniele  Tedeschi - pistolar
- Romano  Ghini - pistolar

## Filmări
Filmările au fost realizate în principal în zonele  și Campo della Pietra, în Monte Autore, între Camerata Nuova și Vallepietra, două comune cu mai puține de 300 de locuitori din provincia Roma, aflate la circa 800 metri deasupra nivelului mării, în Parcul Regional Monti Simbruini, la granița între Lazio și Abruzzo la capătul unei văi înconjurate de păduri.
Scena în care Trinity mănâncă o tigaie întreagă de fasole a fost filmată o singură dată, după ce Terence Hill a postit timp de 24 de ore (48 de ore după alte surse).
Scena de la cascadă are loc la cascada din Monte Gelato, în parcul văii Treia (între Roma și Viterbo), satul western a fost construit în studiourile De Laurentiis aflate de-a lungul căii via Pontina. Complexul este acum într-o stare destul de proastă și din sat nu a mai rămas nicio urmă. Scenele în care Terence Hill călătorește prin deșert și intră în han pentru a mânca (la începutul și la sfârșitul filmului) au fost filmate la periferia Romei, într-o carieră de tuf vulcanic aflată de-a lungul autostrăzii A91 care duce în prezent spre aeroportul Fiumicino.

## Continuare
Succesul filmul a determinat realizarea unei continuări intitulate Tot Trinity mi se spune care a avut parte de un succes chiar mai mare decât primul film. Terence Hill și Bud Spencer au colaborat la realizarea a peste zece alte filme, folosind stilul de încăierări și de glume din acest film. Unele dintre westernurile spaghetti realizate anterior de Hill și Spencer au fost relansate în Statele Unite ale Americii pentru a profita de popularitatea acestui film.